# Habitatges Barceloneta
Habitatges Barceloneta nebo Casa de la Marina je činžovní dům ve čtvrti Barceloneta v Barceloně. Je to dílo racionalisty Josepa Antoniho Codercha postavené v roce 1954. Zadavatelem stavby byl Instituto Social de la Marina, dům byl postavený jako veřejně financované bydlení pro rybáře. Od roku 2003 je chráněn jako kulturní památka.

## Popis
Skládá se z přízemí, šesti podlaží, střešní terasy a sklepů. Užitná plocha je 1322 m². Je vysoký 29,46 metrů. Pokoje bytů nejsou pravoúhlé a jsou spíše malé.
Fasáda ukazuje převahu svislosti zdůrazněnou použitím dvou prvků: keramickými obklady a systémem okenních žaluzií, který byl navržen, a později patentován, speciálně pro budovy J. A. Codercha, Manela Vallse a Joseho a Juana Llambí.
V roce 1991 proběhla rekonstrukce budovy.